# Röbäcks kyrka
Röbäcks kyrka är belägen i den gamla delen av Röbäck. Den röda kyrkan har tidigare varit ett missionshus.